# Schwarzmeer Kosaken-Chor
Der Schwarzmeer Kosaken-Chor ist ein 1938 in Deutschland gegründeter Kosakenchor.

## Geschichte

### 1938–1967
Nach dem Ersten Weltkrieg entstanden außerhalb Russlands Kosakenchöre, die das Liedgut ihrer Heimat mit seinem Melodienreichtum pflegten. Erster Dirigent und Gründer des Schwarzmeer Kosaken-Chores war Boris Ledkovsky (1894–1975), der gemeinsam mit dem während der Oktoberrevolution 1917 aus Russland nach Lemgo emigrierten Nikolai S. von Orloff (1900–1990) den Chor leitete. Orloff war evangelischer Geistlicher und gründete zudem in Lemgo die „Russische Bruderhilfe“.
Unter der Leitung Orloffs absolvierte der Chor europaweite Tourneen, trat überwiegend in Kirchen auf, war zudem Synodal-Chor der Russisch-Orthodoxen Kirche in Deutschland und gab auch Konzerte unter dem Patronat der Inneren Mission der Evangelischen Kirche. Es bestand zudem eine Zusammenarbeit mit dem Reichs-Rundfunk in Berlin, der Chor erlangte mit seinen russischen und ukrainischen Kosakenliedern weltweite Bekanntheit.
1951 emigrierte Ledkovsky mit einigen Sängern des Chores in die USA und gründete dort einen Chor der Russisch-Orthodoxen Kirche. Die Schwarzmeer Kosaken standen seitdem unter dem alleinigen Patronat der „Bruderhilfe“ und deren Geschäftsführer Nikolai Orloff. Dieser ernannte Andrej Scholuch zum musikalischen Leiter. Dieser war früher Leiter des 1940 aufgelösten und später neu gegründeten Ural Kosaken Chores.
1955 übernahm Sergej Horbenko, vormals Dirigent der Kiewer Oper und Professor an der Musikhochschule Kiew, die musikalische Leitung. In dieser Zeit kam es zu einer Spaltung des Chores, als Andrej Scholuch mit einigen Sängern der Schwarzmeer Kosaken seinen zweiten Ural Kosaken Chor gründete. Zu den Mitgliedern des Ensembles der 1950er Jahre gehörten auch Ivan Rebroff und Orloffs Sohn Peter Orloff, der ab dem 14. Lebensjahr zehn Jahre lang im Schwarzmeer Kosaken-Chor sang.
Aufgrund gesundheitlicher Einschränkungen Horbenkos dirigierte von 1960 bis 1962 zunächst sein neuer Stellvertreter Leonid Dorojynski den Chor, ihm folgte der frühere Dirigent und Gründer der Wolga Kosaken Nikolai Tripolitoff, der auch die tänzerischen Elementen der russischen Volksmusik mit einbezog. In jener Zeit traten die Schwarzmeer Kosaken anlässlich der weltlichen Konzerte fast immer mit mehreren Tänzern und außerdem mit einem Bajan (russisches Akkordeon) auf. Tripolitoff leitete den Chor bis 1967.
Ende der 1960er Jahre entschied Nikolai Orloff, die aktive Tätigkeit des Chores ruhen zu lassen. In den 1950er und 1960er Jahren fanden regelmäßig ausgedehnte Tourneen sowie zahlreiche Tonträgereinspielungen statt. Nach der Auflösung des Chores 1967 sorgten in den 1970er und 1980er Jahren vor allem diverse Tonträgerveröffentlichungen dafür, dass die Musik und der Name des Schwarzmeer Kosaken-Chores weiterlebte.

### Nach der Neugründung ab 1990
Nach dem Tod Nikolai Orloffs im Jahr 1990 trat dessen Sohn Peter Orloff, der bereits 1958 im Schwarzmeer Kosaken Chor mitwirkte, die Nachfolge an mit einer Wiedergründung des Chores. Ihm zur Seite stand zunächst Toma Pitkov, Chef-Dirigent der Rumänisch-Orthodoxen Kirche in Sofia, der auch mehrfach an der Mailänder Scala konzertierte. Ende 1996 schied Toma Pitkov aus Altersgründen aus und übergab Orloff im Rahmen eines Konzerts beim Classic open air Hoppegarten in Berlin den Gürtel des Kosakenführers und damit die alleinige Leitung.
Orloff versammelte um sich durchweg ausgebildete Opernsänger vom Schwarzen Meer, aus Russland und der Ukraine, wie u. a. den „Künstler des Russischen Volkes“, Bariton Vitali Alekseenko, den „Künstler des Ukrainischen Volkes“ Tenor Wladimir Kuzmenko († 2018), die „Verdienten Künstler der Ukraine“ Tenor Oleg Kulyeshov und Sopran Igor Ishchak sowie den bulgarische Bass Stefan Arininskiy. Weitere bekannte bulgarische Chormitglieder waren der Tenor Noy Nikolov und der Bassist Ivan Petroff. Heute wird der Chor von den Instrumentalisten Ilya Kurtev (Bajan), Irina Kripakova (Domra) und Slava Kripakov (Kontrabass-Balalaika) begleitet.
Seit 1993 finden die Konzerte größtenteils unter Orloffs persönlicher Mitwirkung statt. Der Chor absolvierte außerdem zahlreiche Fernsehauftritte und produzierte Tonaufnahmen und arbeitet dabei auch mit anderen bekannten Künstlern zusammen. Für Helmut Lottis Album From Russia With Love (2004) wirkte er als Begleitchor. 2020 fand in der Stadthalle Limburg erstmals ein Konzert des Chores in Zusammenarbeit mit dem Plovdiv Symphonic Orchestra unter der Leitung von Nayden Todorov statt.
Das Album Teure Heimat erreichte im Mai 2019 Platz 2 der offiziellen Verkaufscharts der GfK Top 10 volkstümliche Musik und kam in dieser Sparte in der Jahresauswertung in die Top 20. Im Dezember 2019 stieg das Album erstmals in die Top-100-Albumcharts der GfK ein und platzierte sich dort mehrmals in den Jahren 2019 und 2020.

## Musikalische Leiter
- 1938–1950: Boris Ledkovsky
- 1950–1954: Andrej Scholuch
- 1955–1959: Sergej Horbenko
- 1959–1962: Leonid Dorojynski
- 1962–1967: Nikolai Tripolitoff
- seit 1993: Peter Orloff (bis 1995 gemeinsam mit Toma Pitkov)

## Diskografie (Auswahl)

### Alben bis 1990
- 1958: The Cossacks. Label Vox (6)
- 1962: Die Schwarzmeer Kosaken singen. Leitung: Leonid Dorojinsky, Discophon Schallplattengesellschaft, Harmonia Mundi, HMAC 30633; HM 30633
- 1963: Die schönsten Gesänge aus dem Heiligen Rußland. Aladin, LA 25302
- 1972: Ivan Rebrov, Boris Rubaschkin, Original Schwarzmeer Kosaken Chor, Intercord, 28 514-8Z/1-3; F 556 A-C

Datum der Veröffentlichung unbekannt
- Schwarzmeer Kosaken-Chor. Leitung: Andrej Scholuch, Columbia, SEGW 21-7813
- Kalinka, Russian Folk Songs. Michael Minsky, Schwarzmeer Kosakenchor. Brilliant Classics, 92341
- Der Schwarzmeer Kosakenchor. Leitung Nikolai Tripolitoff, Label Saphir, 701-05 SB; E 701/8
- From The Steppes of Russia With Love, Michael Minsky, The Wolga Balalaika Orchestra, The Choir Of The Black Sea Cossacks. Liz records, 501
- Schwarzmeerkosaken. Die Schwarzmeerkosaken singen. Schwarzmeer-Kosakenchor, Leitung Sergey Herbenko, Label Almathea, AM 11 520
- Mütterchen Russland. Russische Volkslieder und Tänze. Balalaika-Orchester Fedor Astachow, Schwarzmeer-Kosaken, Europa, E 192

### Alben ab 1993
- 1995: Peter Orloff und der Original Schwarzmeer Kosaken Chor. MCP Records
- 1996: Peter Orloff und der Schwarzmeer Kosaken-Chor. „Nach Hause, das heißt Damoj“. MCP Sound & Media
- Die Geschichte einer Legende – Jubiläums-Edition: 4-CD-Box, EAN 9002986142850
- Die große 4-CD-Box zum Konzert. 4-CD-Box, EAN 9002986142829
- Von Kiew nach St. Petersburg. 2-CD-Box, EAN 9002986709855
- Kosaken-Classics. EAN 9002986709886
- Es strahlt ein Stern. Festliches Weihnachtskonzert. 2-CD-Box, Aladin Records, EAN 9002986901211
- Wolgalied. EAN 9002986190875
- Dieses Lied ist nur für Dich (nur Online über TROJA bestellbar)
- 2019: Teure Heimat – Die Gold-Edition: 5-CD-Box, Telamo, EAN 4053804313346

## Filmografie
- Weihnachtskonzert, DVD, EAN  9002986633112
- Wolgalied, DVD, EAN 9002986190875